# Fred Keller (Politiker)

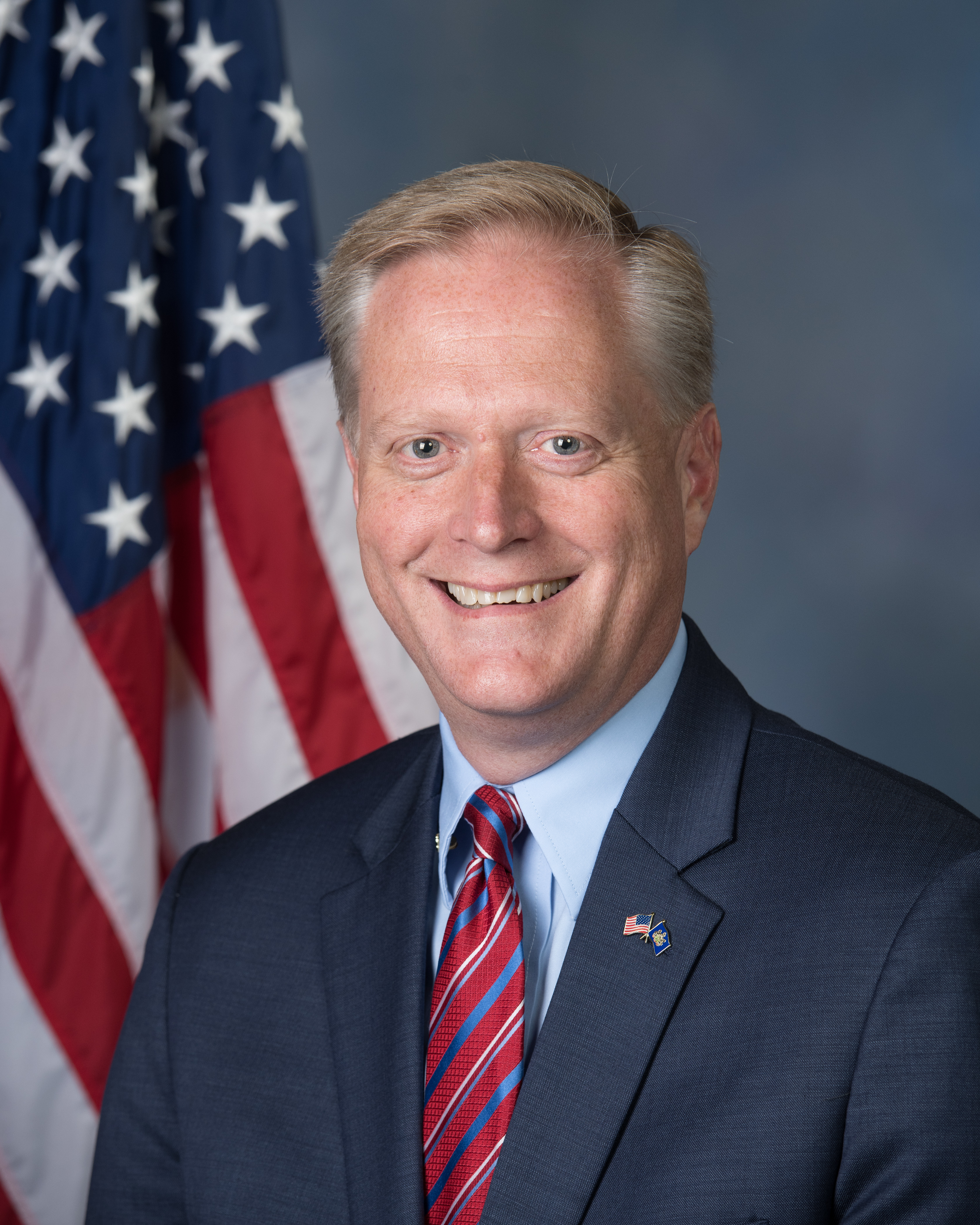
Fred Keller (2019)

Frederick B. Keller (* 23. Oktober 1965 in Page, Arizona) ist ein US-amerikanischer Politiker (Republikanische Partei). Von 2019 bis 2023 war er Abgeordneter für den zwölften Kongresswahlbezirk des Bundesstaats Pennsylvania im Repräsentantenhaus der Vereinigten Staaten. Von 2011 bis 2019 war Keller Mitglied des Repräsentantenhauses von Pennsylvania.

## Leben
Fred Keller wuchs in Sunbury, Pennsylvania, auf und graduierte 1984 von der Shikellamy High School. Nach seinem Schulabschluss arbeitete Keller in einem holzverarbeitenden Betrieb. 1990 stieg er ins Immobiliengeschäft ein. Fred Keller ist seit 1985 verheiratet und hat zwei erwachsene Kinder sowie zwei Enkelkinder. Er lebt in Middleburg (Pennsylvania).

## Politik
2010 bewarb sich Fred Keller um den Sitz des 85. Wahlbezirkes im Repräsentantenhaus von Pennsylvania, nachdem der bisherige Inhaber Russ Fairchild seinen Rückzug aus der Politik angekündigt hatte. Bei den folgenden vier Wahlen in den Jahren 2012 bis 2018 wurde Keller immer in seinem Amt bestätigt; im Jahr 2016 ohne Gegenkandidaten. 2019 wurde er in das Board of Directors des Pennsylvania Public School Employees’ Retirement System berufen. Nachdem der Kongressabgeordnete Tom Marino sein Mandat am 23. Januar 2019 niedergelegt hatte, gab Keller seine Kandidatur um dessen Nachfolge bekannt. Am 2. März 2019 gewann er die republikanische Vorwahl. Bei der anschließenden Wahl am 21. Mai 2019 setzte er sich mit 68,1 Prozent der Stimmen gegen den demokratischen Kandidaten Marc Friedenberg durch.
Am 22. Mai 2019 trat Fred Keller aus dem Repräsentantenhaus von Pennsylvania zurück, er wurde dort von David H. Rowe abgelöst. Am 3. Juni 2019 wurde er offiziell in seinem Amt vereidigt. Im Repräsentantenhaus vertrat Fred Keller den zwölften Kongresswahlbezirk von Pennsylvania. Bei der Wahl zum Repräsentantenhaus am 3. November 2020 wurde Keller mit 70,8 Prozent der Stimmen gegen den Demokraten Lee Griffin wiedergewählt. Seine Legislaturperiode im Repräsentantenhaus des 117. Kongresses lief bis zum 3. Januar 2023. Im Februar 2022 gab er bekannt, keine weitere Kandidatur anzustreben, er schied damit 2023 aus dem Repräsentantenhaus aus.

### Ausschüsse
Keller war zuletzt Mitglied in folgenden Ausschüssen des Repräsentantenhauses:
- Committee on Education and Labor
  - Early Childhood, Elementary, and Secondary Education
  - Workforce Protections (Ranking Member)
- Committee on Oversight and Reform
  - Economic and Consumer Policy
  - Government Operations